# NetStumbler
NetStumbler, ook wel bekend onder de naam Network Stumbler, is een programma voor Windows dat gebruikt kan worden om wifi-netwerken te ontdekken. Daartoe detecteert het 802.11b, 802.11a en 802.11g WLANs in de buurt van de gebruiker.

## Programma
NetStumbler is zogenaamde donationware. Dit wil zeggen dat het downloaden en gebruiken van het programma gratis is, de auteur van het programma verwacht echter wel dat je geld aan hem schenkt als je het programma nuttig vindt en veel gebruikt. Marius Milner, de schrijver van NetStumbler, werkt aan het programma in zijn vrije tijd en maakt geen beloftes in verband met toekomstige versies. Concreet betekent dit dat NetStumbler heel onregelmatig en slechts zelden wordt bijgewerkt. De huidige versie, versie 0.4.0, is de meest recente en al verkrijgbaar sinds 21 april 2004.
Er is ook een beperkte versie verkrijgbaar voor Windows CE, MiniStumbler genaamd.

## Toepassing
NetStumbler wordt meestal gebruikt voor volgende toepassingen:
- Controleren van het eigen draadloos thuisnetwerk
- Locaties vinden die een slechte dekking hebben in een bedrijfsnetwerk
- Andere draadloze netwerken detecteren die eventueel het eigen netwerk storen
- Rogue accesspoints lokaliseren
- Vergemakkelijken van het richten van directionele antennes
- Wardriving